# Erich Freyer

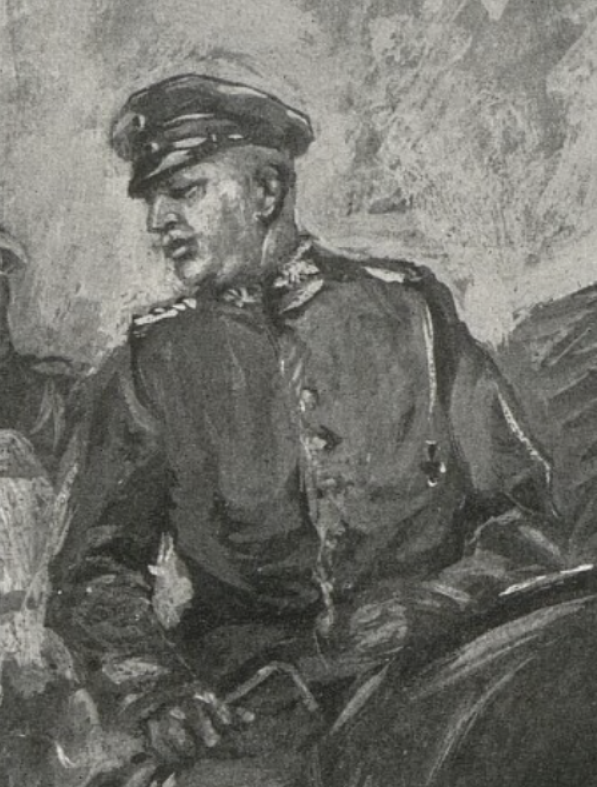
Erich Freyer (bei Hugo L. Braune, 1916)

Erich Lebrecht Freyer (* 5. November 1855 in Randau; † 11. Dezember 1935 in Dresden) war ein preußischer Generalleutnant.

## Leben
Freyer trat am 30. April 1876 als Fahnenjunker in das 8. Pommersche Infanterie-Regiment Nr. 61 der Preußischen Armee in Thorn ein. Dort wurde er am 11. November 1876 zum Fähnrich ernannt sowie am 13. Oktober 1877 zum Sekondeleutnant befördert. Als solcher fungiert er vom 1. Oktober 1881 bis zu seiner Versetzung am 26. Januar 1886 in das 2. Posensche Infanterie-Regiment Nr. 19 als Adjutant des I. Bataillons. Vom 1. Oktober 1888 bis 20. Juli 1891 besuchte Freyer zur weiteren Ausbildung die Kriegsakademie und wurde zwischenzeitlich am 13. November 1888 zum Premierleutnant befördert. Nach seiner Rückkehr in den Truppendienst erfolgte zeitgleich mit der Beförderung zum Hauptmann am 26. November 1891 seine Ernennung zum Kompaniechef. In dieser Funktion verblieb Freyer bis zum 13. Juli 1895 und wurde anschließend Lehrer an den Kriegsschulen Engers und Potsdam. Dort unterrichtete er u. a. Kronprinz Wilhelm, der später an der Westfront zeitweise sein Befehlshaber sein sollte.
Unter Belassung in dieser Stellung wurde er am 9. Juni 1900 zum Major befördert und dem Infanterie-Regiment „Markgraf Karl“ (7. Brandenburgisches) Nr. 60 aggregiert. Kurz darauf folgte am 12. August 1900 seine Versetzung als Adjutant zum Armee-Oberkommando in Ostasien, wo er dann unter Generalfeldmarschall Alfred von Waldersee an der Niederschlagung des Boxeraufstandes teilnahm. Nach seiner Rückkehr aus China ernannte man Freyer am 18. August 1901 zum Kommandeur des I. Bataillons des Infanterie-Leib-Regiments „Großherzogin“ (3. Großherzoglich Hessisches) Nr. 117 in Mainz. Als solcher folgte am 27. Januar 1907 seine Beförderung zum Oberstleutnant sowie am 14. April 1907 die Versetzung zum Regimentsstab. Freyer wurde dann am 27. Januar 1910 Oberst und Kommandeur des 3. Lothringischen Infanterie-Regiments Nr. 135 in Diedenhofen. Drei Jahre später folgte die Beförderung zum Generalmajor und seine Übernahme als Kommandeur der 56. Infanterie-Brigade in Rastatt.

### Erster Weltkrieg
Mit der Mobilmachung und Ausbruch des Ersten Weltkriegs führte Freyer seine Brigade zunächst in der Schlacht bei Mülhausen, dann in der Schlacht in Lothringen sowie vor Nancy-Épinal. Im September wurde der Großverband aus der Front gezogen und nach Nordfrankreich verlegt. Hier beteiligte sie sich in der ersten Oktoberhälfte an der Schlacht bei Arras und anschließend an den Kämpfen bei Lille und La Bassée.
Am 2. November 1914 ernannte man Freyer als Nachfolger von Günther von Pannewitz zum Kommandeur der 4. Division, die zu diesem Zeitpunkt bei Soissons lag. Wenige Tage später verlegte die Division nach Flandern, wo sie sich vom 6. bis 22. November 1914 an den Kämpfen um Ypern beteiligte. Anschließend erfolgte der Abtransport an die Ostfront, wo sie bei der 9. Armee unter August von Mackensen an den Kämpfen gegen die Russische Armee an der Rawka-Bzura teilnahm. Ende Dezember 1914 ging die Division hier in den Stellungskrieg über und konnte in der vom 31. Januar bis 2. Februar 1915 stattfindenden Schlacht bei Humin einen entscheidenden Sieg herbeiführen. Dabei wurden zwanzig Offiziere und 4000 Mannschaften als Kriegsgefangene eingebracht. Anfang März 1915 kam Freyer mit seiner Division zur Unterstützung der Österreicher zum Korps Hofmann in den Karpaten. Dann trat es zum neugebildeten Beskidenkorps, wo sie sich vom 2. bis 14. April 1915 in der Osterschlacht im Laborczatal siegreich behaupten und somit der wankenden österreichischen Front etwas Stabilität geben konnte. Im Zuge der Schlacht von Gorlice-Tarnów war die Division maßgeblich an den Kämpfen um Przemyśl beteiligt und hatte somit nachhaltigen Einfluss auf die spätere Rückeroberung der Festung durch die 11. Bayerische Division unter Paul von Kneußl.
Anfang Juli 1915 trat Freyers Großverband zur Bug-Armee über und kämpfte in der Folgezeit bei Berescie-Grabowiec, Wojslawice, Cholm, Wytyzno, Wlodawa, über Brest-Litowsk und Kobryn bis in die Gegend von Baranowitschi. Nach Abschluss der Offensive Ende September kehrte die Division nach Brest-Litowsk zurück und wurde von hier aus an die Westfront verlegt.
Dort beteiligte sie sich während der Herbstschlacht in der Champagne vom 8. Oktober bis 3. November 1915 an den Kämpfen bei Tahure und anschließend bei Reims. Ende April kam Freyer dann mit seiner Division für die kommenden elf Monate vor Verdun und kämpfte dort unter schweren Verlusten u. a. um die Höhe 304 und das Fort Thiaumont. Mitte März 1917 folgte die Verlegung in die Champagne, wo Freyer am 22. März 1917 zum Generalleutnant befördert wurde. Während der am 16. April 1917 beginnenden Doppelschlacht Aisne-Champagne konnte seine Division im Stellungsabschnitt Berry-au-Bac mehrfach französische Angriffe abwehren, bevor sie in den ersten Maitagen aus der Front gezogen wurde. Anschließend war sie bis Herbst im Stellungskampf bei Reims, bevor die Division im November 1917 schwere Abwehrkämpfe in der zu Ende gehenden Flandernschlacht zu bestehen hatte. Im Anschluss daran erholte sie sich bei Lille und bereitete sich auf die am 21. März 1918 beginnende Deutsche Frühjahrsoffensive vor. Bei der 17. Armee nahm Freyer mit seiner Division an der Durchbruchsschlacht zwischen Monchy-Cambrai teil und eroberte das für das britische Verteidigungssystem wichtige und hartnäckig verteidigte Dorf Hermies. Auch in der folgenden Kämpfen bei Bapaume am 24. und 25. März blieb er weiter erfolgreich und konnte in der erreichten Linie Gegenangriffe abschlagen. Für diese Leistungen wurde Freyer am 17. April 1918 die höchste preußische Tapferkeitsauszeichnung, der Pour le Mérite verliehen.
Nach Beendigung der Offensive befand sich die Division in Stellungskämpfen in der Linie Armentières-La Bassée und beteiligte sich an der Schlacht um Valenciennes. Freyer wurde am 25. Oktober 1918 von seiner Stellung entbunden und zu den Offizieren von der Armee versetzt.

### Nachkriegszeit
Nach Kriegsende und Novemberrevolution war Freyer dann ab 22. März 1919 als Gouverneur von Thorn beim Grenzschutz Ost tätig, ehe er am 12. August 1919 auf eigenen Wunsch hin zur Disposition gestellt wurde und aus dem Militärdienst schied.

## Auszeichnungen
- Roter Adlerorden III. Klasse mit der Schleife[1]
- Kronenorden III. Klasse[1]
- Preußisches Dienstauszeichnungskreuz[1]
- Ehrenkreuz des Hessischen Philipps-Ordens[1]
- Ritterkreuz I. Klasse des Albrechts-Ordens[1]
- Ritterkreuz I. Klasse des Friedrichs-Ordens[1]
- Offizierskreuz des Ordens der Aufgehenden Sonne[1]
- Komturkreuz des Franz-Joseph-Ordens[1]
- Offizierskreuz des Sterns von Rumänien[1]
- Sankt-Stanislaus-Orden II. Klasse mit Schwertern[1]